# Полевцы (Тернопольская область)
Полевцы (укр. Полівці) — село в Белобожницкой сельской общине Чортковского района Тернопольской области Украины.
Население по переписи 2001 года составляло 1002 человека. Почтовый индекс — 48531. Телефонный код — 3552.